# Jamy (polana)

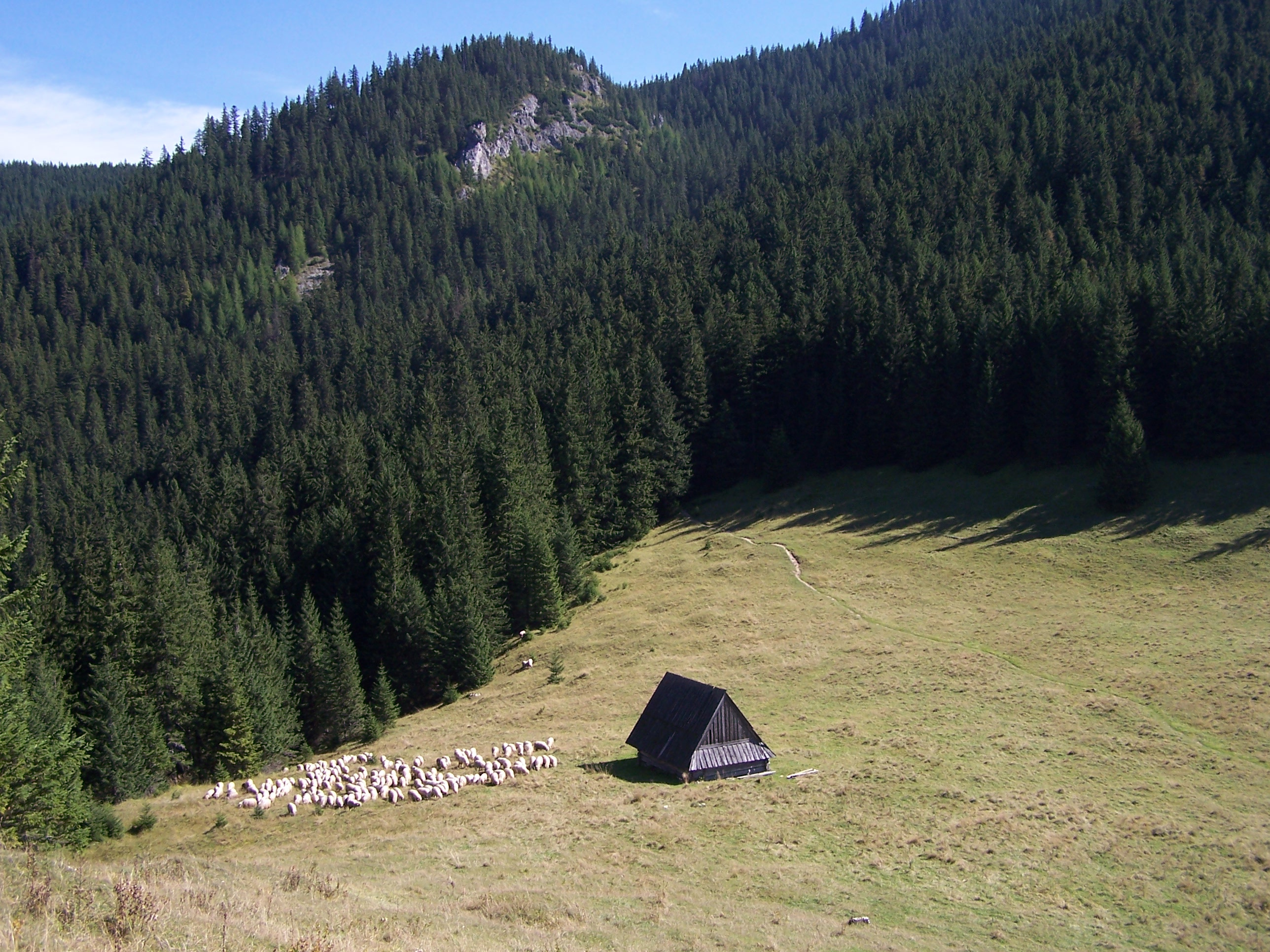
Polana Jamy, u góry Kominiarska Przełęcz

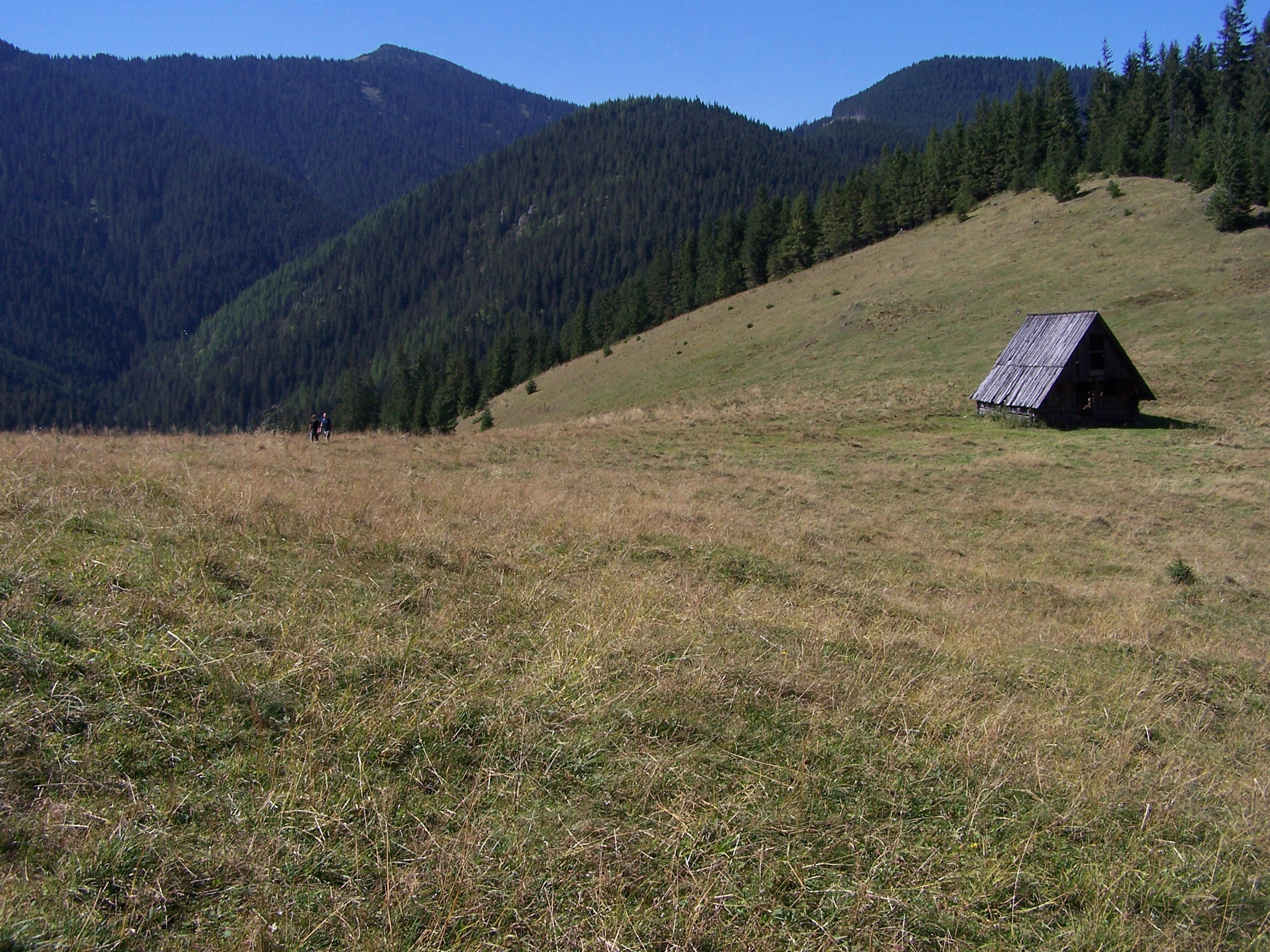
Polana Jamy

Polana Jamy – polana w Dolinie Chochołowskiej w Tatrach Zachodnich. Znajduje się na wysokości 1060–1100 m n.p.m. na przełęczy Jamskie Siodło, na zachodnich zboczach Spalonej Czuby (1257 m) i południowo-wschodnich zboczach Jamskiej Czuby (1108 m). Jest ona własnością Wspólnoty Leśnej Uprawnionych Ośmiu Wsi z siedzibą w Witowie. Dawniej była jedną z dwóch polan wchodzących w skład Hali Kominy Dudowe (druga polana to Wyżnia Dudowa Rówień). Na polanie stoi szałas pasterski i polana jest w dalszym ciągu wypasana (wypas kulturowy). Jest więc nadzieja, że polana przetrwa niezarośnięta lasem w przeciwieństwie do większości polan tatrzańskich. W kierunku północnym zbocza polany opadają do Doliny Huciańskiej. W kierunku wschodnim, poniżej Kominiarskiej Przełęczy wznoszą się w lesie wapienne turnie zwane Kobylimi Głowami
Z rzadkich w Karpatach gatunków roślin stwierdzono występowanie złoci żółtej (na wysokości około 1090 m).

## Szlaki turystyczne
– przez środek polany prowadzi znakowana czarno Ścieżka nad Reglami, a konkretnie jej końcowy odcinek z Doliny Kościeliskiej przez Przysłop Kominiarski i Niżnią Polanę Kominiarską do Doliny Chochołowskiej, gdzie wychodzi naprzeciwko Polany pod Jaworki.
- Czas przejścia z Doliny Kościeliskiej na polanę: 1:55 h, z powrotem tyle samo
- Czas przejścia z polany do Doliny Chochołowskiej: 5 min, ↑ 10 min.